# Площа Незалежності (Кременчук)
Пло́ща Незале́жності — площа Кременчука. Розташована в Автозаводському районі, у центрі міста.

## Розташування
Площа розташована в центрі міста. На північному заході межує з вул. Соборною, на південному сході — зі сквером Пушкіна.

## Походження назви
Площу названо на честь Незалежності України.

## Історія
Після Жовтневої революції 1917 року у місті була створена всього лише одна площа, всі інші, крім Соборної (нині — Перемоги), просто забудовувалися.
Згідно з планом від 1954 року проектувалося створення нової площі, а саме у точці перетину вулиці Соборної з бульваром Українського Відродження.
Площа повинна була носити культурне назву «Театральна», оскільки в її глибині з боку бульвару Пушкіна планувалось побудова театру драми, а за ним сквер, який тягнувся до вулиці Університетської.
Але так як Кременчук не обласне місто, то було вирішено театр не будувати. Називати площу Театральною тепер було недоречно. Площа проіснувала без назви до 1967 року, поки не визрів 50-річний ювілей Радянської влади, і стала вона називатися площею Революції.
У 1966 році на розі площі побудували будівлю міськвиконкому Кременчуцької ради народних депутатів і міськкому Компартії України, архітектурний проект, якого також не вдалося відтворити за задуманим планом. Передбачалося, що це буде багатоповерховий житловий будинок з парадним входом на вулицю Соборну.
Новий Будинок Рад, звернений фасадом до площі, посів домінуюче положення та жодним чином не доповнював гармонію в архітектурі, а навпаки, вніс недосконалість в забудову площі, яку в подальшому вже ніяк не можна було виправити.

Встановлення стели на честь 400-річчя Кременчука на площі Незалежності (1971 рік)

На честь 400-річчя Кременчука, яке відзначалось у 1971 році, на площі Революції встановили стелу зі специфічною символікою — чотири пілона висотою 18 метрів — це вік міста (століттями), на висоті 4,2 м від землі пілони схоплені сталевим поясом, на якому розміщуються старий і новий герби Кременчука.
Після розвалу Радянського Союзу в 1992 році був прийнятий «Акт про політичну незалежності України», на честь цього площа Революції перейменували на площу Незалежності (в народі «Майдан Незалежності»).
У переддень 2009 року, міською владою, на площі Незалежності було встановлено «живий» екран для телемосту між жителями міста та представниками влади .

## Об'єкти та будівлі

У цій будівлі розташовані Кременчуцька районна рада, Кременчуцька районна державна адміністрація

На площу виходить державна районна адміністрація, хоч офіційно вона знаходиться на вул. Соборній .

## Опис
Площа в святкові дні стає центром культурно-масових заходів. Тут проходять ярмарки, торгівля сувенірами та подарунками, виблискує головна міська новорічна ялинка, розваги для дітей, дорослих, тир, атракціони тощо  .